# Locomotiva SAF L.61
La locomotiva L.61 della Santerno Anonima Ferroviaria (SAF) era una locomotiva diesel costruita dalla Ganz di Budapest per il traino di treni merci e misti sulla linea Massalombarda-Imola-Fontanelice.

## Storia
In seguito all'acquisto delle due automotrici M.51 ÷ 52 nel 1933, che avevano consentito di eliminare la trazione a vapore nel trasporto passeggeri, la Santerno Anonima Ferroviaria ordinò alla Ganz di Budapest un ulteriore veicolo per eliminare la trazione a vapore anche nel trasporto merci, che con l'apertura del prolungamento Imola-Massalombarda (1934) era cresciuto notevolmente.
Ne risultò una "locomotiva" molto simile alle automotrici precedenti, ma più potente; in realtà si trattava di un'automotrice-bagagliaio, con 10 posti a sedere di 1ª classe, che venne adibita anche alla trazione di treni passeggeri.
La L.61 costituì un pezzo unico nell'ampia produzione Ganz; ricordava tuttavia le Dmot 951 ÷ 953 a scartamento ridotto (760 mm) delle MÁV ungheresi.
La locomotiva fece servizio per pochi anni: gli intensi fatti bellici che colpirono la zona nel 1944-1945 distrussero infatti l'intera linea ferroviaria, rendendo inservibile anche gran parte del materiale rotabile, compresa la L.61.